# Maison du Marchand d'Or
La « Maison du Marchand d'Or » (De Gulden Koopman en néerlandais) est une maison de style baroque située au numéro 28 de la Grand-Place de Bruxelles en Belgique, entre la « Maison du Pigeon » et la rue des Harengs, au nord de la place.
La maison est également appelée « La chambrette de l'amman » (Het Ammanskamerke) ou encore « Aux armes de Brabant », (De Wapens van Brabant) en raison des armoiries qui ornent le premier étage.
Elle ne doit pas être confondue avec la « Maison de l'amman » ou « Maison de l'Étoile » située au no 8 de la Grand-Place.
L'aspect actuel de cette maison construite initialement en style baroque probablement par Jacques Walckiers en 1709 résulte d'une restauration opérée en 1896-1897 par l'architecte Adolphe Samyn qui a reconstruit ou restauré plusieurs maisons de la Grand-Place  (l'Étoile, le Marchand d'Or, Joseph et Anne, l'Ange, le Cerf et le Roi d'Espagne).

## Origine du nom « chambrette de l'amman »
Anciennement la maison s'appelait « La chambre de l'amman » ou « La chambrette de l'amman » (Ammans Camer ofte Cammerken), du nom de l'Amman (praetor en latin), notable bruxellois qui « était chef-justicier dans la ville » et présidait le tribunal composé par les échevins de la Ville, en sa qualité de représentant direct du prince, (le mot Amman est un mot moyen-néerlandais, composé de amt, « fonction », et man, « homme », correspondant au latin "officialis"). L'Amman assurait également la police des spectacles : « nulle pièce n'était représentée sans son assentiment préalable », prérogative qui « lui donnait le droit d'occuper au théâtre la loge du premier rang ».

## Historique
Les maisons qui occupent les n° 20 à 28 de la Grand-Place, entre la rue de la Colline et la rue des Harengs, occupent l'emplacement d'un groupe d'habitations expropriées par la Ville à la fin du XIVe siècle : « L'angle formé primitivement par la rue de la Colline et la Grand-Place fut modifié pendant les dernières années du XIVe siècle » : la Ville acheta trois maisons situées dans la rue de la Colline (le Rhin, la Gerbe et le Violon), la maison qui faisait le coin (l'Arbre) et sept maisons situées sur la Grand-Place (l'Olivier dit aussi l'Ange, la Chaloupe, la Taupe, le Pigeon, le Merle, le Saumon et le Carillon appelé également la Fontaine). « La place alors fut considérablement agrandie de ce côté : les maisons le Merle et le Saumon disparurent et les autres furent toutes reculées ».
La « Maison du Marchand d'Or » était en bois à l'origine et fut reconstruite en 1709, probablement par le tailleur de pierre Jacques Walckiers, pour le faïencier Corneille Mombaerts,.
Vers 1767, la maison s'appelle « De Waepen van Brabant ».
Elle est restaurée en 1896-1897 par l'architecte Adolphe Samyn qui en renouvelle le parement de pierre.
En 2011-2012, la maison et ses voisines font l'objet de travaux de restauration, durant lesquels leurs façades sont masquées par des bâches peintes reproduisant leurs façades.

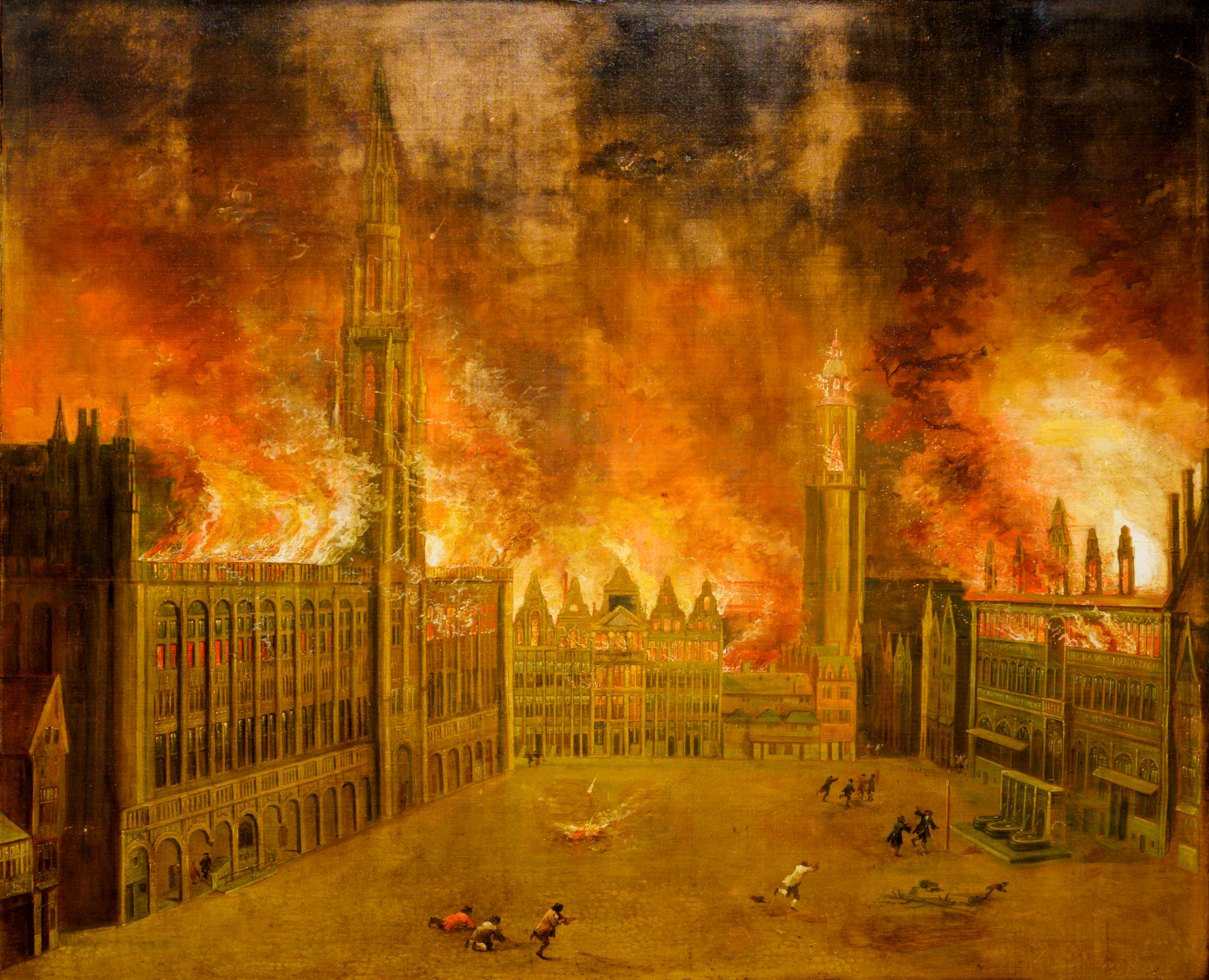
La Grand-Place en feu la nuit du 13 au 14 août 1695 lors du bombardement de Bruxelles :
ce tableau montre que la Maison du Marchand d'Or (à l'extrême droite) n'était encore qu'une maison en bois en 1695.

## Classement
Les façades et les toitures de toutes les maisons qui bordent la Grand-Place font l'objet d'un classement au titre des monuments historiques en tant qu'ensemble depuis le 19 avril 1977 sous la référence globale 2043-0065/0.
Le classement a été étendu à d'autres parties du bâtiment le 7 novembre 2002, sous la référence 2043-0065/028.

## Architecture

### Façade
La « Maison du Marchand d'Or » s'inscrit dans un alignement de maisons qui occupe une partie du côté nord-est de la Grand-Place, entre la rue de la Colline et la rue des Harengs, et comprend Le Marchand d'or, Le Pigeon, La Chaloupe d'or, L'Ange, Joseph et Anne et Le Cerf.
Édifiée en pierre de taille, elle présente une façade de trois travées et de quatre niveaux, surmontée d'un « pignon d'esprit baroque tardif ».

Le Marchand d'or, Le Pigeon, La Chaloupe d'or, L'Ange, Joseph et Anne, Le Cerf
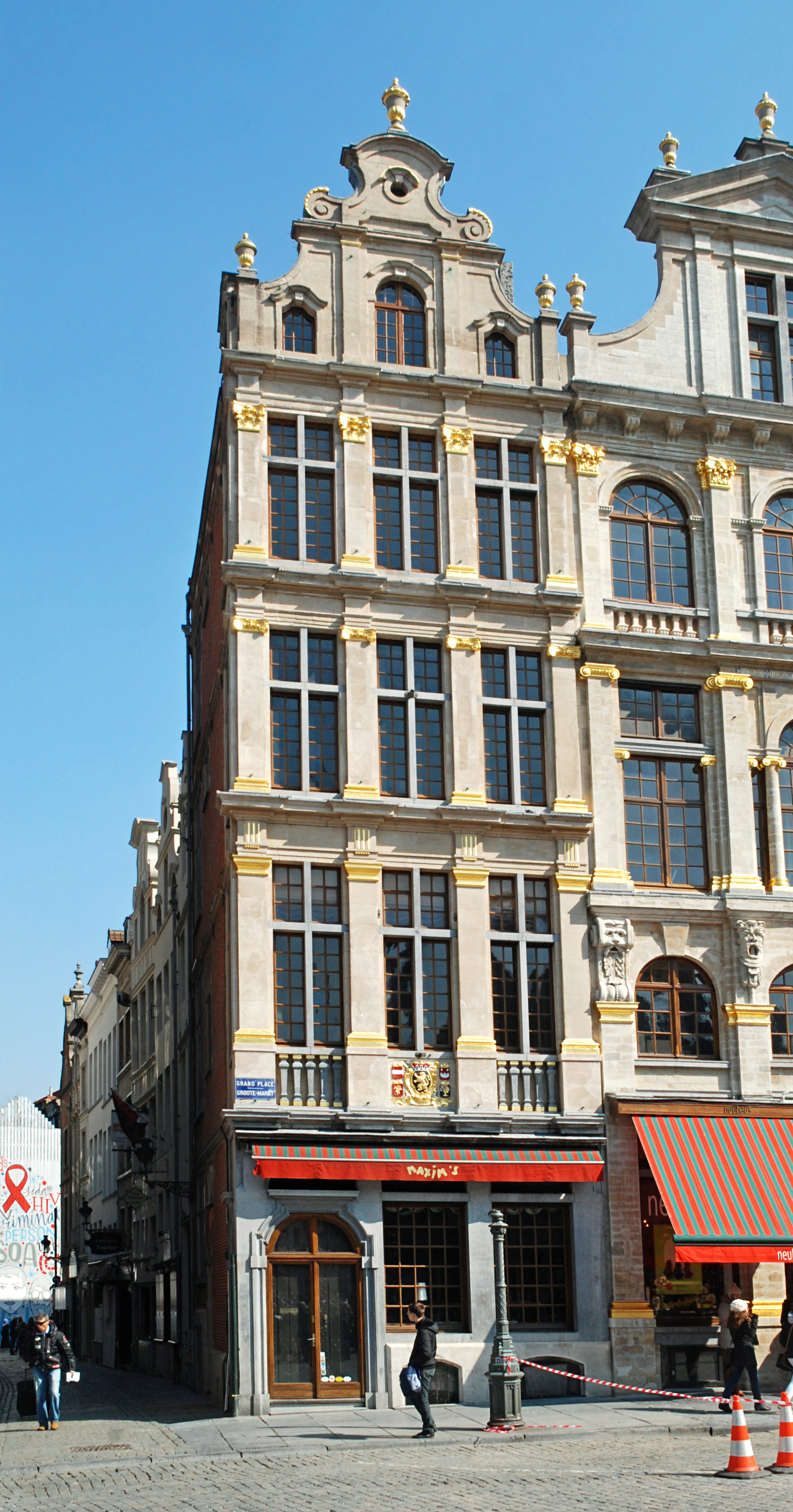
La façade après la restauration de 2012.
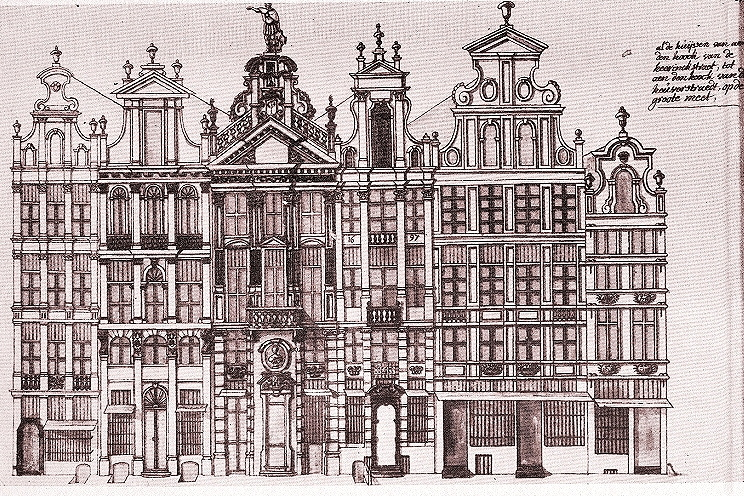
Les maisons sur un dessin de Ferdinand-Joseph Derons (1727) conservé au Musée de la ville de Bruxelles.
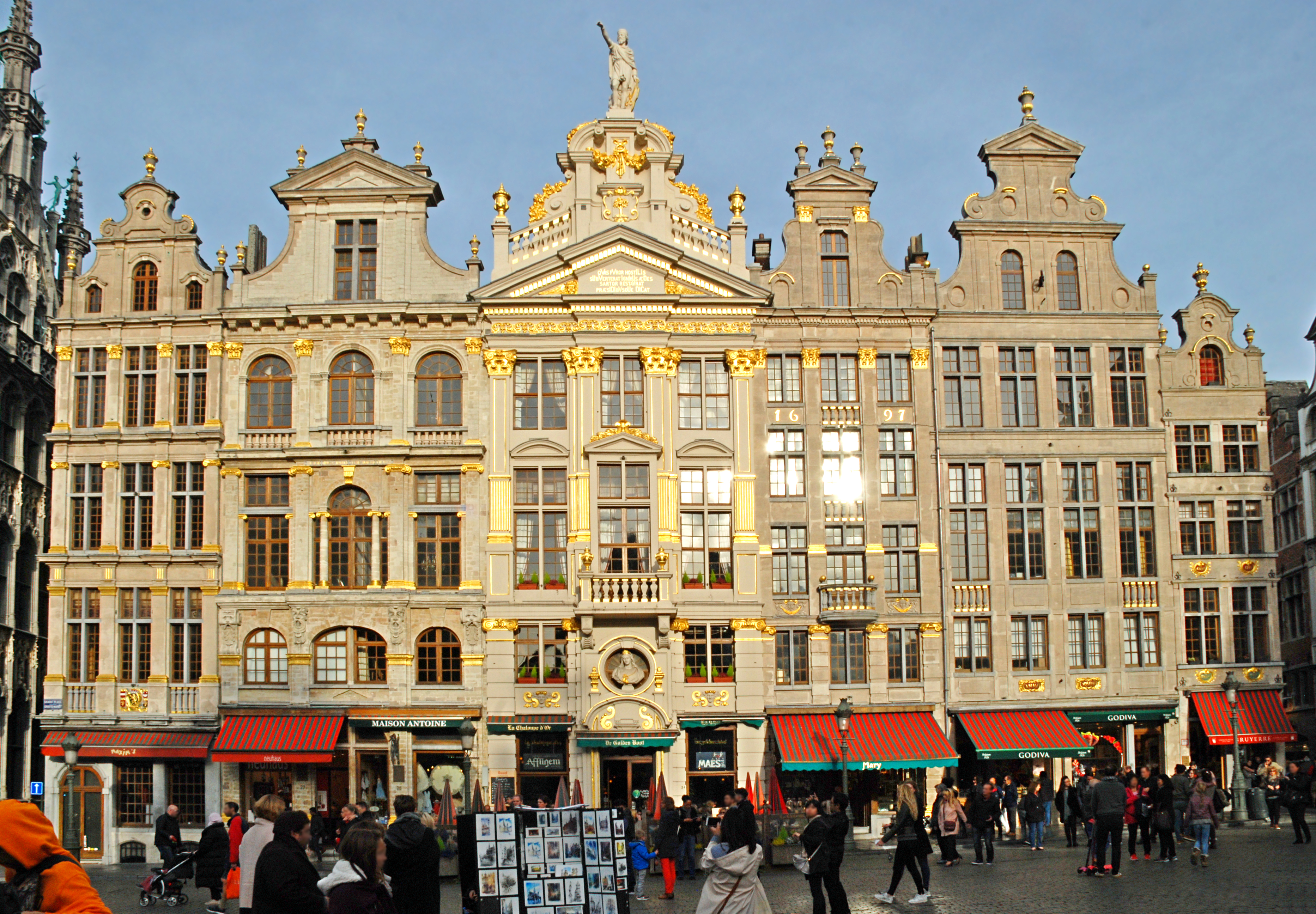
Les maisons en 2017, après la restauration de 2012.

### Rez-de-chaussée et étages
Le rez-de-chaussée, édifié en pierre bleue, possède une porte ornée d'un élégant encadrement mouluré.
Les niveaux supérieurs sont réalisés en pierre de taille de couleur blonde, la pierre bleue y étant limitée aux balustres, aux appuis de fenêtres et aux fenêtres à croisée.
Le premier étage est orné de hautes fenêtres à croisée dont les allèges sont ornées d'un bas-relief, pour la travée centrale, et de balustres en pierre bleue, pour les travées latérales. Ces fenêtres sont séparées par des pilastres surmontés de chapiteaux doriques supportant un entablement orné de triglyphes.
Le bas-relief qui orne l'allège de la travée centrale représente les « armes de Brabant », composées du blason du duché de Brabant entouré de ceux des quatre chef-villes représentées aux États de Brabant : à gauche Louvain et Bruxelles, à droite Anvers et Bois-le-Duc. 
Le deuxième et le troisième étages sont très semblables l'un à l'autre : les fenêtres à croisée sans allèges sont séparées par des pilastres surmontés de chapiteaux, ioniques au deuxième et composites au troisième, supportant à chaque étage un entablement sans ornementation.

Les armes de Brabant
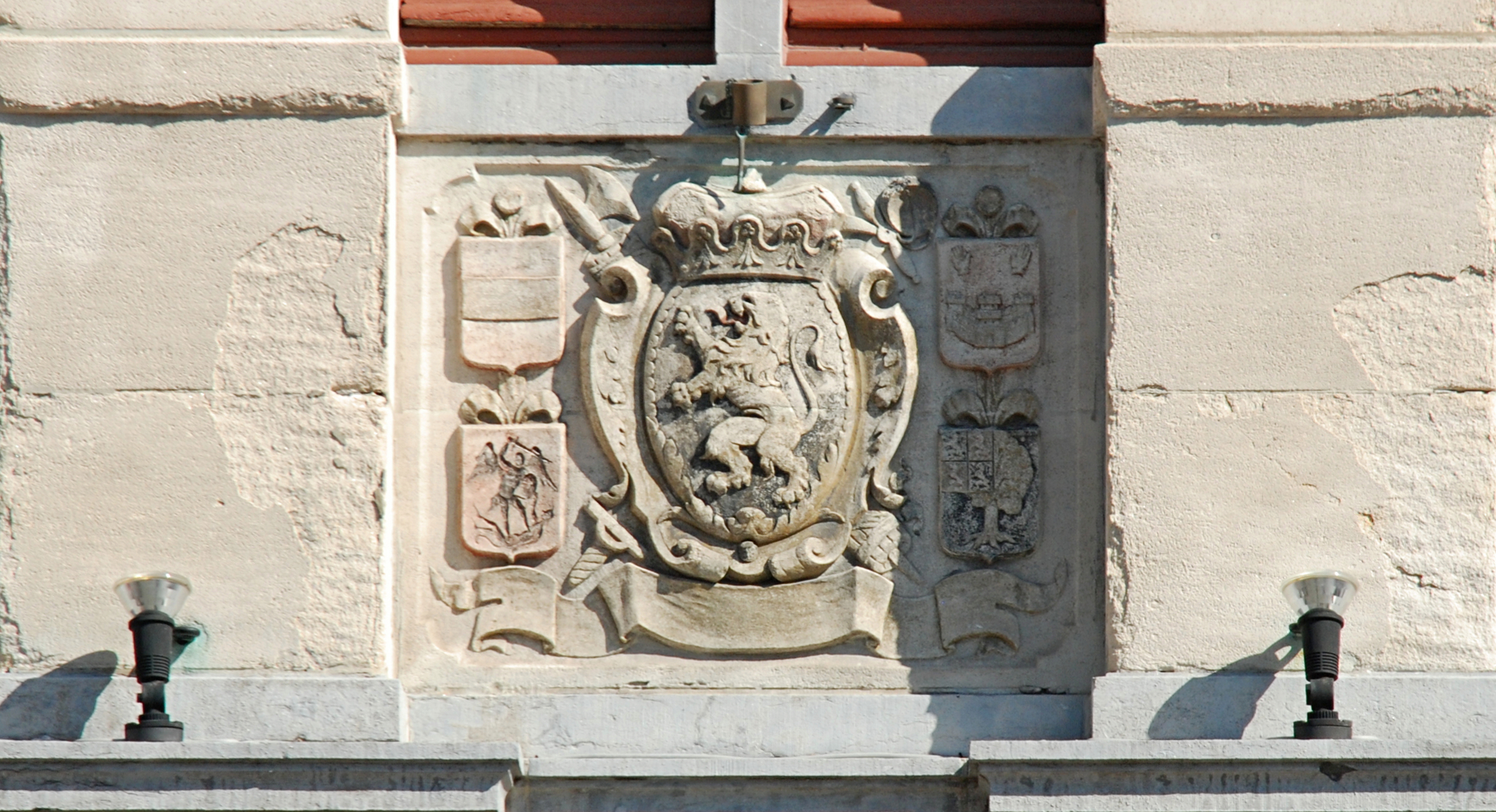
Les armes de Brabant avant la restauration de 2012.
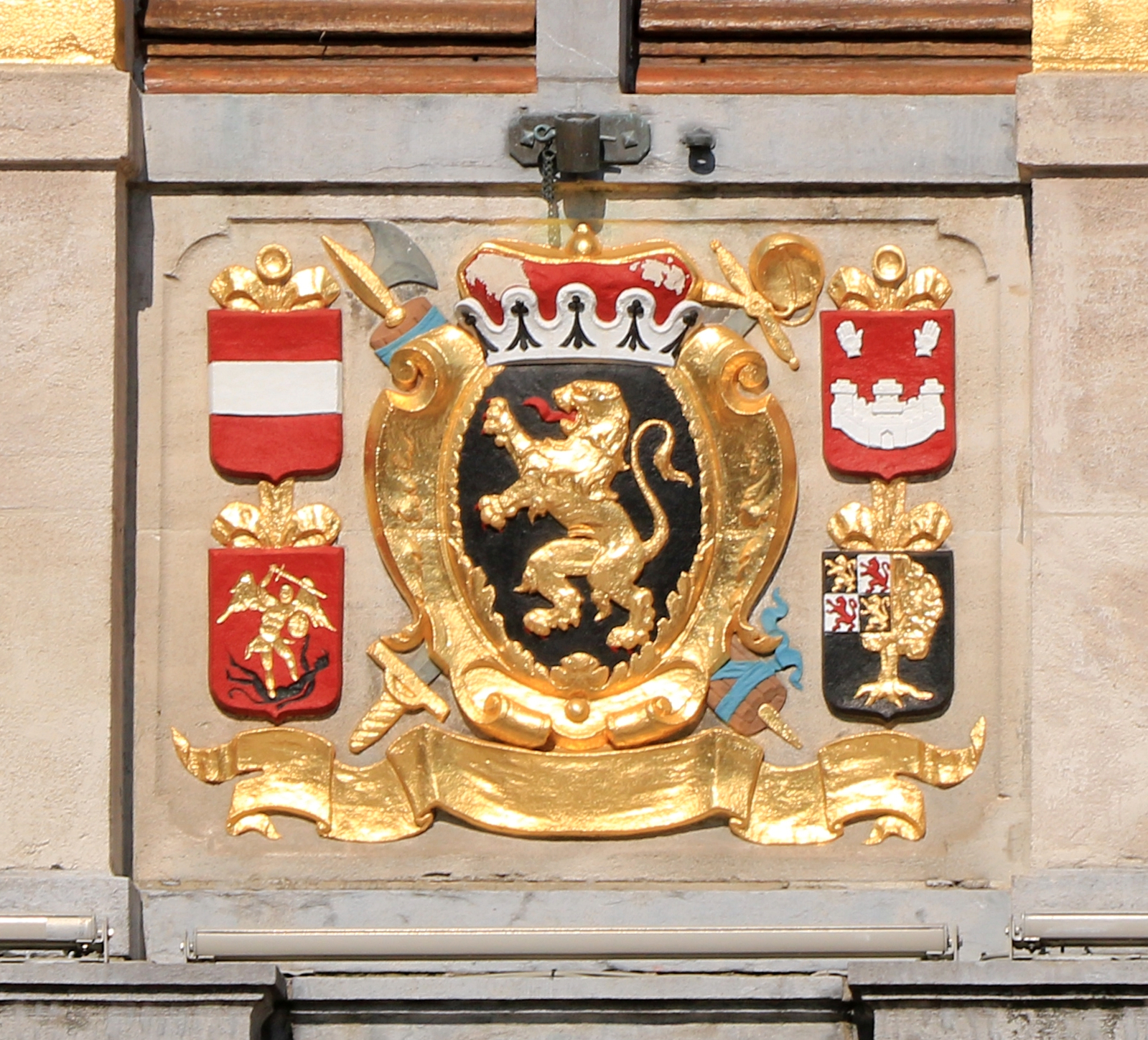
Les armes de Brabant après la restauration de 2012.

### Pignon
La façade est couronnée par un pignon à volutes « d'esprit baroque tardif ».
Le pignon est divisé en deux registres séparés par un cordon de pierre. « La partie inférieure, cantonnée de consoles renversées rehaussées d'un vase » comporte trois travées séparées par des pilastres à chapiteau toscan. Ces travées sont percées de trois fenêtres, toutes surmontés d'un larmier mouluré. Le registre supérieur du pignon est percé d'un oculus, flanqué de volutes à godron et surmonté d'un vase en pierre.

Le pignon
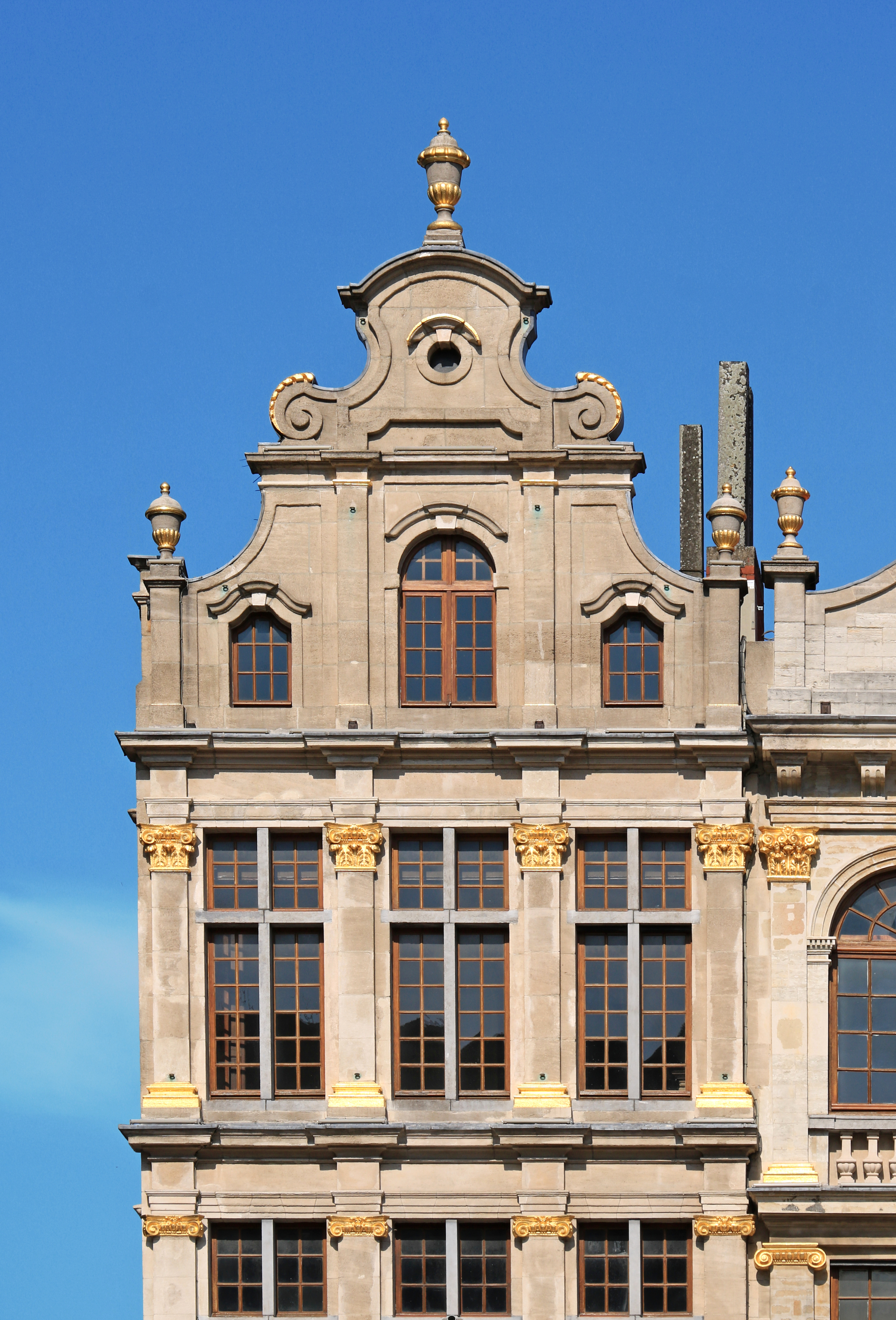
Le dernier étage et le pignon.
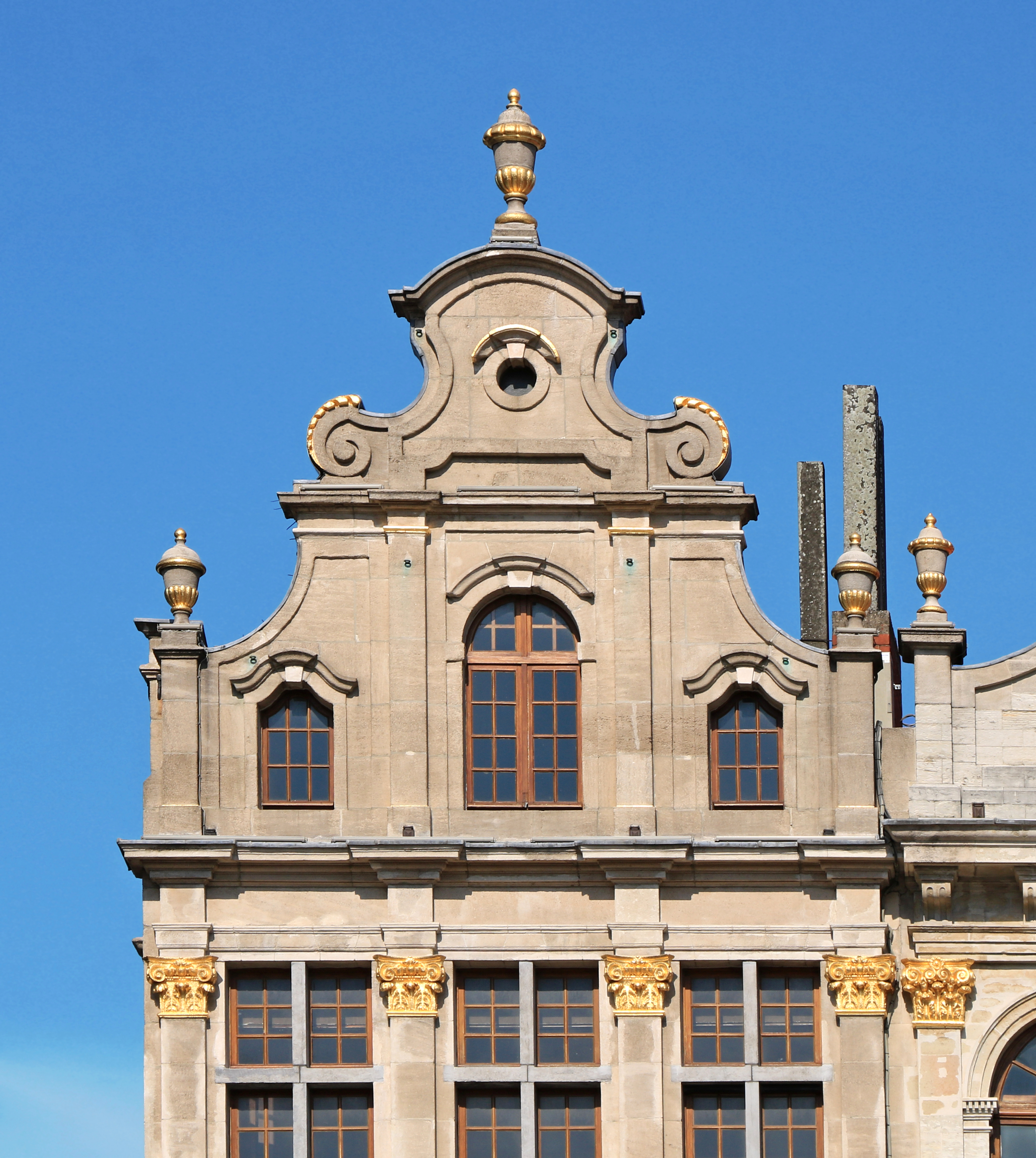
Le pignon à volutes.
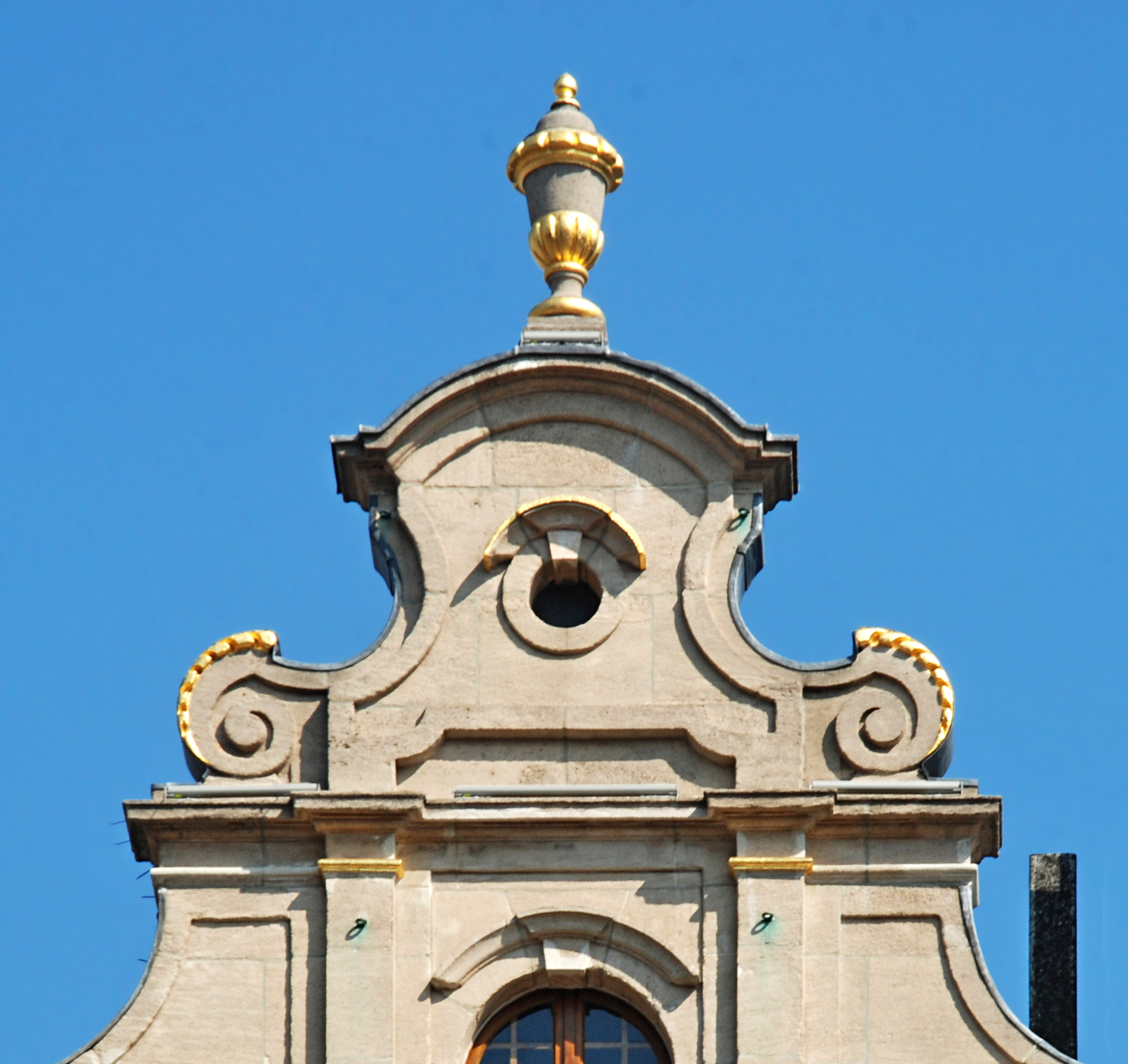
Le registre supérieur du pignon et ses volutes à godron.